# Комитет государственной безопасности Латвийской ССР
Комите́т госуда́рственной безопа́сности Латвийской ССР (КГБ Латвийской ССР, латыш. Latvijas PSR Valsts Drošības komiteja) — республиканский орган государственного управления в сфере обеспечения государственной безопасности, имевший статус комитета. Существовал в период с 1954 года по 24 августа 1991 года.
С 1954 года по 1977 год носил название «Комитет государственной безопасности при Совете Министров Латвийской ССР». Начиная с 1978 года и по 1991 год именовался «Комитет государственной безопасности Латвийской ССР» и работал в структуре аппарата союзного КГБ СССР.

## История КГБ ЛатССР

### Предшественники
После включения в состав Советского Союза Прибалтики, на территории новых республик начали создаваться советские органы государственной безопасности. Новые органы управления, созданные в 1940 году, подчинялись НКВД. При этом был создан специальный секретный политотдел, собиравший информацию на лиц, которые ранее служили в органах власти независимых прибалтийских республик.
Осенью того же 1940 года в подвалах штаб-квартиры была организована тюрьма. На работу в госбезопасность Латвийской ССР были приняты не только русские, но и местные латыши. В органах, в том числе и на руководящих постах работали также и евреи, например, нарком госбезопасности Семён Шустин.
3 февраля 1941 года появляется Народный комиссариат государственной безопасности, созданный на базе управления госбезопасности и выделенный из состава НКВД. Созданному наркомату было поручено заниматься обеспечением охраны государства, борьбой с националистическими и антисоветскими организациями и лицами, а также выявлением литературы и документов антисоветской направленности.
Кроме того, орган занимался охраной государственной тайны, шифровками, разведывательной и контрразведывательной деятельностью. Имел в составе политический, следственный отделы, отдел учёта и статистики. После начала Великой Отечественной войны часть сотрудников органов безопасности была вывезена с территории прибалтийских республик.
В 1946 году, аналогично с союзным ведомством, НКГБ Латвийской ССР был преобразован в Министерство государственной безопасности Латвийской ССР, а в марте 1953 года — МВД и МГБ слили в единое МВД ЛатССР.
После войны, начиная с осени 1946 года, к задачам органов госбезопасности Латвийской ССР добавилась борьба с отрядами лесных братьев. В основном это движение было ликвидировано после большой мартовской депортации, затронувшей его социальную базу. Борьба с отрядами сопротивления, большей частью представлявшая собой имитационные игры для дезинформации западных спецслужб, велась вплоть до конца 1956 года.

### Появление КГБ ЛатССР
В 1954 году на базе Министерства внутренних дел Латвийской ССР создаётся Комитет государственной безопасности при Совете Министров Латвийской ССР. Позже, в 1978 году, комитет преобразован из ведомства при республиканском Совете Министров и переименован в КГБ Латвийской ССР. Одно из подразделений республиканского ведомства, занималось борьбой с «радиостанциями вероятного противника». Из отдельного комплекса зданий, располагавшегося по улице Кришьяня Барона, д. 119, глушились «Радио Свобода», «Голос Америки» и др. Глушение велось на всю европейскую часть страны и осуществлялось вплоть до 1990 года. В 1990 году в составе КГБ ЛатССР появились группы быстрого реагирования.

### Роспуск
В качестве одного из вариантов создания независимых специальных служб Латвийской Республики рассматривался проект трансформации КГБ Латвийской ССР. Этот проект рассматривался в республиканских Верховном Совете и Совете Министров. При этом планировалось после фильтрации принять на работу сотрудников и агентов, служивших ранее в КГБ. Однако, после августовского путча в Москве этот вариант отбросили.
Верховный Совет Латвийской Республики 24 августа 1991 года  издал распоряжение о ликвидации КГБ Латвийской ССР.

## Операции и шпионские игры
Силами КГБ ЛатССР в конце 1940-х -- начале 1950-х годов было проведено несколько десятков операций по выявлению и ликвидации антисоветского подполья, в ходе которых советским контрразведчикам удалось обыграть западных противников. 

### Ликвидация движения «лесных братьев»
В опубликованных в 2017 году отчётах ЦРУ от 16 июня 1952 года, составленных на основе дезинформации, вброшенной советскими спецслужбами, об операциях по поддержке антисоветского подполья в Латвии отмечается, что «до 1949 года бывшие партизаны жили в покое. Некоторые заняли довольно хорошие посты, а некоторые нашли возможности сотрудничества с коммунистами. Многие из этих легализовавшихся лиц, подозревавшихся властями в продолжении сотрудничества с партизанами [оставшимися в лесах] и в предоставлении последним сведений о готовящихся действиях властей, были депортированы в 1949 году — вместе с теми, кто не сумел скрыть свое недовольство советским режимом». В том же отчёте ЦРУ признает, что «открытые действия предпринимались партизанами и их сторонниками, [находившимися] на легальном положении, до навязывания коллективизации — т.е. пропаганда против коллективизации и акты саботажа против ферм и сельскохозяйственных машин. Наиболее активных коммунистов ловили и избивали. Рассылались угрожающие письма, а тех, кто не придавал таким письмам значения, расстреливали. Такие действия, однако, навлекли на местное население, а также на самих партизан ответные репрессивные меры. Тем временем, террористические группы, в особенности группы бандитов, действовавших по своему усмотрению и без серьезного плана, расстреляли много невинных [или] не представлявших никакого значения, людей, и расстреляли даже некоторых [из числа тех] кто поддерживал партизан, однако [официально] работал на советские власти. Последовавшие депортации и крупные антипартизанские акции оказались тем, чего следовало ожидать».

### Внедрение агентов в западные спецслужбы
К 1957 году при участии республиканских органов госбезопасности Латвии, Эстонии и Литвы под руководством  Второго главного управления МГБ СССР было проведено не менее 34 оперативных игр в рамках большой оперативной игры «Дуэль» с американской, английской и шведской разведками по делу «Западники». Методика проведения игр предполагала  создание органами госбезопасности легендированной антисоветской националистической организации, члены которой при помощи западных спецслужб «бежали» за границу и внедрялись в разведку США, Англии и Швеции, дезинформируя их. Некоторые игры известны по названиям: № 13 «Лурсен-С», № 34 «Контакт», игре «Восток», в которой главную роль сыграл агент «Друг».

## Руководство КГБ ЛатССР

### Председатели
- Ян Веверс (1.4.1954 — 29.1.1963)[8]
- Лонгин Авдюкевич (январь 1963 — ноябрь 1980)
- Борис Пуго (ноябрь 1980 — апрель 1984)
- Станислав Зукул (май 1984 — март 1990)
- Эдмунд Йохансон (март 1990 — август 1991)[9]

### 1-е заместители председателя
- Борис Пуго

### Заместители
- Николай Великанов
- Евгений Кравченко
- Эдмунд Йохансон
- Бруно Штейнбрик
- Янис Трубиньш

## Численность и кадры
Кузницей кадров для КГБ Латвийской ССР был в позднесоветское время историко-философский факультет ЛГУ, где преподавание велось только на латышском языке. Приоритет в  приёме на работу имели этнические латыши или хотя бы люди с латышскими фамилиями, работа эта считалась довольно престижной.
В 1990 году в распоряжении республиканского КГБ имелись от 360 до 400 оперативных сотрудников. Каждый из них имел до 10 (иногда до 20) агентов. Агентурный аппарат КГБ Латвийской ССР, по состоянию на 1991 год, насчитывал около 4,5 тысяч человек. С 1953 по 1991 год было завербовано около 24 тысяч человек. Количество сотрудников, работавших в наружном наблюдении, составляло порядка 150 человек.
Как указал Эдмунд Йохансон, в Риге насчитывалось свыше 100 конспиративных квартир. Причём их хозяева были, по большей части, обычными пенсионерами.

## Структура
Основу структуры КГБ ЛатССР составляли отделы — «номерные» (11) и профильные. Каждый отдел занимался определённым направлением. Кроме того, они подразделялись на многочисленные отделения. В ведомстве имелись следующие отделы:
- Первый (разведывательный). Отвечал за разведку, внешнюю контрразведку, научно-техническую и внешнеполитическую разведку. Также занимался работой в центрах латышской эмиграции, с выезжавшими на ПМЖ (в Израиль) советскими гражданами, а также готовил нелегалов.
- Второй (внутренняя контрразведка и безопасность). Состоял из 11 отделений. Занимался охраной секретов на всех видах транспорта и режимных объектах. Работал с иностранными гражданами, а также выявлял зарубежных шпионов.
- Третий (надзор за соблюдением законности в МВД). Появился в конце 1980-х годов в качестве присматривающего за МВД Латвийской ССР. В 1991 году отдел переименовали и он стал заниматься оргпреступностью.
- Четвёртый (контрразведка на транспорте, в портах, аэровокзалах). Состоял из 5 отделений. Занимался выявлением шпионов на всех видах транспорта, в портах, аэровокзалах и пр.
- Пятый. Образован в 1967 году в качестве отдела по борьбе с «идеологическими диверсиями». Задачи были аналогичны Пятому Управлению КГБ СССР. С 1990 года стал именоваться «отделом Z» (отделом по защите конституционного строя).
- Шестой (экономическая контрразведка и промбезопасность). Занимался сохранением научных исследований и экономической информации.
- Седьмой. Отвечал за оперативно-поисковую работу. Отдел находился по улице Менесс, в отдельном от штаб-квартиры КГБ ЛССР здании.
- Восьмой (шифровально-дешифровальный). Отдел работал над зашифрованными кодами противника, их взломом, а также составлением и отправкой шифротелеграмм в центр.
- Девятый (охрана руководства).
- Десятый (оперативный учёт и архив).
- Одиннадцатый (следственный). Занимался следственными мероприятиями и готовил материалы для передачи их в судебные органы.

Помимо перечисленных, имелись также следующие отделы: «Р» (радиоконтрразведка), информационно-аналитический, по оперативной связи и мобилизационный. В районах и крупных населённых пунктах (городах республики) действовали районные отделы. А также в КГБ Латвийской ССР существовали группы быстрого реагирования, созданные в 1990 году.

## Здание
В здании КГБ, долгое время пустовавшем, в годы войны располагалось гестапо, а в начале XXI века проводились съёмки фильмов. Так, здесь снимался российский телесериал «Забытый», а также проводились съёмки британского сериала.
В 2016 году проведён капитальный ремонт и открыт филиал Музея оккупации.

## Ограничения для бывших сотрудников и агентов
В 1994 году Сейм Латвийской Республики для бывших сотрудников КГБ Латвийской ССР принял ряд ограничений, касающихся, например, возможности избираться в местные самоуправления и в парламент, а также занимать в госструктурах руководящие должности. В 2004 году ограничения были продлены ещё на десять лет. Также действует ограничение на получение гражданства в порядке натурализации — оно не предоставляется лицам, ранее работавшим на органы КГБ, то есть бывшим сотрудникам, агентам-информаторам или держателям конспиративных квартир.

## Архивы
Комиссия Верховного Совета Латвийской Республики 24 августа 1991 г., через четыре дня после ликвидации республиканского КГБ, опечатывает документы и электронные носители, содержащие алфавитную и статистическую картотеку агентуры КГБ, а также картотеку объектов и другую информацию. 28 ноября 1991 года информация была перенесена из здания уже бывшего КГБ ЛатССР в здание Верховного совета Латвии. Список документов, включавший также список агентуры КГБ Латвийской ССР, в народе получил название «Мешки ЧК».
В декабре 2018 года Латвия открыла публичный доступ к картотеке агентов КГБ Латвийской ССР и некоторым другим документам советской спецслужбы.